# Cyathocalyx zeylanicus
Cyathocalyx zeylanicus là loài thực vật có hoa thuộc họ Na. Loài này được Joseph Dalton Hooker và Thomas Thomson mô tả khoa học đầu tiên năm 1855 dựa trên mô tả trước dó của John George Champion.

## Phân bố
Có ở Sri Lanka, cũng như Tenasserim và Mergui (Myanmar).